# Axonopus siccus
Axonopus siccus är en gräsart som först beskrevs av Christian Gottfried Daniel Nees von Esenbeck, och fick sitt nu gällande namn av João Geraldo Kuhlmann. Axonopus siccus ingår i släktet Axonopus och familjen gräs. Inga underarter finns listade i Catalogue of Life.